# Peter Nthwane
Peter „Malome“ Nthwane (* um 1952; † 11. November 2016 in Bloemfontein) war ein südafrikanischer Jazzmusiker (Trompete, auch Gesang, Komposition), der zuvor als Tänzer aktiv war.

## Leben
Nthwane startete seine Karriere in den 1980er Jahren als Choreograph und wurde als „National Champion of Ballroom Dance“ ausgezeichnet. Dem Jazz widmete er sich als Instrumentalist und Sänger seit 2001. Er legte zunächst die Alben The Beginning of the Road und Walk on Fire auf eigenem Label vor, bevor er bei Sheer Sound unter Vertrag genommen wurde. Für dieses Label entstanden die Alben Back to Your Roots und Devil in Your House, denen die Alben Live in Concert (2009) und Ndabazabantu (2012) folgten. Zwei seiner Alben erreichten Gold-Status.
Nthwane wurde in seinem Haus erschossen. Die Mörder waren Ende 2017 noch unbekannt.